# Paul Bonga Bonga
Paul Bonga Bonga   (Mongala, 25 d'abril de 1933) és un exfutbolista de la República Democràtica del Congo de les dècades de 1960 i 1970.
Fou el primer futbolista africà en ser seleccionat per la revista World Soccer Magazine, en el millor onze de la temporada l'any 1962. Pel que fa a clubs, destacà a durant la seva etapa a Bèlgica a clubs com Standard de Lieja i Sporting de Charleroi.
Trajectòria:
- 1948-1951: Golden Lion—Sporting Club
- 1952-1954: Union
- 1954-1957: Daring Club Motema Pembe
- 1957-1963: Standard de Liège (Belgique)
- 1963-1967: Sporting de Charleroi

Un cop retirat fou entrenador.